# 基拉伊圣伊什特万
基拉伊圣伊什特万（匈牙利語：Királyszentistván）是匈牙利维斯普雷姆州所辖的一个村，总面积8.91平方公里，总人口466，人口密度52.3人/平方公里（2010年1月1日）。